# Favières (Somme)
Favières es una comuna francesa situada en el departamento de Somme, en la región de Alta Francia.

## Demografía
| 490 | 438 | 379 | 403 | 406 | 405 | 455 |
| Para los censos de 1962 a 1999 la población legal corresponde a la población sin duplicidades (Fuente: INSEE [Consultar]) |     |     |     |     |     |     |